# スズキ・ヴェクスター
ヴェクスター（VECSTAR）は、スズキが製造販売していたスクータータイプのオートバイである。
車名はベクトル（独語で進路、方向）とスター（星、人気、将来）を組み合わせた造語で、明るいイメージと語感のよさから命名された。

## 概要
中型スクーターとして1994年に発売された。排気量により、ヴェクスター150は軽二輪に、125は原付二種に区分される。
エンジンは4サイクル152cc（124cc）であり、250ccクラスのビッグスクーターと比べ小柄である。それにより、50cc原付スクーターに近い取りまわしの良さを得ている（最小回転半径 1.9m）。
独特な形状のヘッドライトは30W/30Wクリプトンバルブ2灯を装備し、同クラスの他の車両と比べても、十分な光量を確保している。正面中央にはポジションランプを装備する。
センタースタンドとサイドスタンドの両方を装備。収納は、シート下トランク、ハンドル下収納スペース、コンビニフック、リアキャリアがある。
シート下トランクはフルフェイスヘルメットを横向きに入れることができる。ハンドル下ボックスは複雑な形状のため、実質的に小物の収納に限定される。足元はフラットフロアで広く、座席側につくコンビニフックを利用してある程度の荷物を積載できる。
オイル容量は0.8リットルである。メーカーは、初回1か月または1,000km、以降1年または6,000kmごとの交換を推奨している。
シート高は50cc原付スクーターはもとより、ビッグスクーターの一部よりも高く、足つきには注意が必要である。このクラスとしては大きめなシートであり二人乗りにも一定の配慮をされているが、当然ながらビッグスクーターには及ばない。
125はアドレスV125の発売と入れ替わりに生産終了となり、150は排ガス規制強化に伴い2007年8月に生産終了となった。

## 遍歴
- 1994年 7月　ヴェクスター125発売
- 1994年10月　ヴェクスター150発売
- 1995年12月　マイナーチェンジ（トランクに照明追加）
- 1997年 4月　カラーバリエーション変更
- 1998年 4月　カラーバリエーション変更（暗い銀・黒・赤）
- 1999年10月　マイナーチェンジ（スロットルポジションセンサーとキャブレターの改良による加速性能の向上及び新排ガス規制への対応）
- 2000年11月　カラーバリエーション変更（明るい銀・黒）。
- 2001年 3月　マイナーチェンジ（コンビニフックの追加、オプション設定でキックレバーの追加(150)等）
- 2003年　マイナーチェンジ（125のリアキャリアを150と共通化）
- 2005年　ヴェクスター125の生産終了
- 2005年11月　カラーバリエーション変更（青・黒）
- 2007年 2月　リコール（ヘッドライト部の配線不良によるショートの危険）
- 2007年 8月　カラーバリエーション変更（SBS限定黒）
- 2007年 8月　ヴェクスター150の生産終了